# Мозырское гетто
Мо́зырское гетто — еврейское гетто, существовавшее с осени 1941 по февраль 1942 года как место принудительного переселения евреев города Мозырь и близлежащих населённых пунктов в процессе преследования и уничтожения евреев во время оккупации территории Белоруссии войсками нацистской Германии в период Второй мировой войны.

## Оккупация Мозыря
Согласно переписи населения 1939 года, в Мозыре проживало 6307 евреев, составлявших 36,09 % от общей численности жителей.
За два месяца с начала войны до дня оккупации только часть мозырских евреев смогла уехать из города. Многие евреи эвакуироваться не успели — в основном, это были люди, обременённые многодетными семьями, больные, старики и женщины, а часть мужчин-евреев были призваны в Красную армию.
Мозырь находился под немецкой оккупацией с 22 августа 1941 года по 14 января 1944 года. Вошедшие в город немецкие солдаты врывались в еврейские дома, грабили и убивали их обитателей, тела расстрелянных евреев лежали на улицах.

## Перед созданием гетто
С целью идентификации и изоляции евреев оккупационная власть в первую очередь провела регистрацию евреев Мозыря, занося в списки всех, у которых в роду были евреи вплоть до третьего поколения включительно, причём евреи, ещё в довоенный период прошедшие обряд христианского крещения, заносились в списки наравне с остальными. Получив полную информацию о еврейском населении Мозыря, оккупанты потребовали в кратчайшие сроки сдать деньги и драгоценности.
Евреям Мозыря было предписано в обязательном порядке носить отличительные знаки на одежде — желтые полосы краской на одежде спереди и сзади (или нашивки жёлтой материи величиной с ладонь), или повязки жёлтого цвета на одежду.
Нацистами ставилась задача не только привести в действие программу уничтожения, но и унизить и оскорбить свои жертвы. Так, в Мозыре оккупанты согнали стариков-евреев и заставили их выполнять бессмысленную работу — носить воду из реки Припять на гору. Это продолжалось до тех пор, пока люди не стали падать от изнеможения. После чего измученных стариков нацисты убили, запретив убирать тела погибших 3 дня. Зафиксирован случай, когда немецкий солдат заставил двух евреев чистить мотоциклы, после чего приказал им безостановочно танцевать в течение часа.

## Создание гетто
Оккупационная власть организовала в Мозыре административную структуру якобы для управления еврейским населением — юденрат. В действительности еврейский совет создали с целью выполнения распоряжений оккупантов, а также в качестве связующего звена между нацистами и евреями. Подобная мера дополнительно изолировала евреев от остального населения.
В состав юденрата Мозыря, согласно списка от 17 декабря 1941 года, входили: Гофштей Лейзер Гецелевич (1863 г.р.), Лельчук Натан Абрамович (1908 г.р.), Койфман Ейша Израилевич (1891 г.р.), Бердичевский Иосиф Янкелевич (1890 г.р.), Кацман Янкель Нисанович (1876 г.р.), Наровлянский Ицко Нохимович (1902 г.р.), Радомысельский Иосиф Лейбович (1876 г.р.), Шехтман Хацкель Иоселевич (1876 г.р.), Герфер Абрам-Нисель Гиршович (1869 г.р.), Миндлин Абрам Мовшевич (1897 г.р.), Белкин Борис Абрамович (1875 г.р.), Равикович Меер Элевич (1894 г.р.).
Реализуя нацистскую программу уничтожения евреев, немцы создавали гетто почти во всех городах и населённых пунктах Беларуси, где проживало еврейское население. Так и в Мозыре осенью 1941 года последовал приказ о немедленном переселении еврейского населения города в гетто. В течение одного дня евреев согнали на улицу Ромашов ров. Активное участие в выдворении евреев из их собственных домов принимали жандармерия, местная полиция и словацкие солдаты, которые «…ходили по еврейским и цыганским квартирам, выгоняя оттуда жителей на улицу, разрешая брать с собой узелки с продуктами, всё остальное их имущество оставалось на месте в их квартирах. Выселение в гетто сопровождалось следующим: по улице Слуцкой, где я жил, ехало четыре подводы, окруженные словаками, на которых везли стариков лет по 70 из числа евреев, остававшихся ещё в домах, то есть самостоятельно не могли передвигаться. Сопровождая их, помощник словацкого коменданта так избивал плеткой лежавших на подводе стариков и старух, что у меня аж дрожь по телу прошла».
В гетто на улице Ромашов ров также свезли евреев Ельского, Мозырского, Наровлянского и Юровичского районов. Кроме того, нацисты согнали сюда и цыганские семьи, разместив их рядом с гетто на улице Саета. Евреев и цыган из названных районов доставляли в гетто местные старосты вместе с деревенскими полицейскими.

## Условия существования в гетто
Евреев в гетто на улице Ромашов ров заселили в сильнейшей тесноте по 15-20 человек в каждый дом. Мозырское гетто было «закрытого» типа — то есть было огорожено, охранялось, и выход из него запрещался. В гетто находилось от 1500 до 2200 узников.
Узников гетто, постоянно голодающих, принуждали к тяжелому физическому труду, и всё это происходило на фоне издевательств и насилия. Элементарные условия гигиены, медицинская помощь, лекарства и медикаменты в гетто отсутствовали.

## Уничтожение гетто
В Мозыре существовало ещё одно гетто на улице Кимборовской. О нём мало что известно, и оно, вероятно, просуществовало недолго, выполняя роль сборного места перед расстрелом. Предположительно обитатели гетто на улице Кимборовской погибли во время расстрела в сентябре 1941 года.
Проводил эту массовую казнь 27-28 сентября 1941 года прибывший в Мозырь карательный отряд во главе с комендантом города гебитскомиссаром Галле. Во время этой, первой крупной «акции» (таким эвфемизмом немцы предпочитали называть организованные ими массовые убийства), евреев убивали прямо на улицах города. Бо́льшую часть жертв нацисты собирали в группы по 30-40 человек, гнали на кладбище, где заставляли копать могилы и затем расстреливали. Некоторые евреи кончали жизнь самоубийством: вешались, принимали отраву, топились в реке Припять. В течение двух дней на еврейском кладбище Мозыря было расстреляно приблизительно 1000 человек.
В результате следующей «акции» оккупанты утопили в Припяти около 700 евреев. В августе 1941 нацисты загнали в Припять группу евреев и утопили. Осенью 1941 года в Припяти было утоплено 250 стариков, женщин, детей. Предположительно в декабре оккупанты, сделав проруби на льду реки Припять, подгоняли к ним евреев и заставляли туда прыгать, а сопротивлявшихся немцы сталкивали прикладами винтовок.
Третья «акция» проводилась 6-7 января 1942 года. За два дня у деревни Бобры (ныне — часть города Мозырь) в карьере нацистами были убиты более 1000 евреев (1500). Вначале узников гетто доставили в тюрьму, а на следующий день, 7 января 1942 года, евреев группами по 100—150 человек конвоировали к месту расстрела. Женщин и детей сталкивали в могилу живыми.
В результате четвёртой «акции» в феврале 1942 года мозырское гетто было полностью уничтожено. Последних узников вывели из гетто и погнали к свежевырытому рву в урочище Ромашов ров. Число погибших во время последней массовой казни составляет примерно 1150 человек.
Активное участие в уничтожении евреев Мозыря приняли начальник городской жандармерии Тицце и руководитель СД Розенберг.
В некоторых публикациях приводилось число 1500 евреев, расстрелянных 6-7 января 1942 года у деревни Бобры, как общее количество погибших мозырских евреев. Однако речь в данном случае идет только о евреях, согнанных в гетто из близлежащих деревень после уничтожения мозырских евреев. Упущены массовые казни, производившиеся на еврейском кладбище Мозыря 27-28 сентября 1941 года, в урочище Ромашов ров в феврале 1942 года, а также численность утопленных евреев в реке Припять. По информации председателя городской общины Григория Школьникова, евреев расстреливали и вблизи улицы Свидовка (607 погибших), но документального подтверждения тому пока не обнаружено.
Последних евреев Мозыря убили в июне 1942 года.
Общая цифра потерь еврейского населения Мозыря составила примерно 3850 — 4000 погибших.

## Сопротивление в гетто
Несколько еврейских семей, в количестве 21 человек, 31 августа 1941 года собрались в дом № 19 на улице Пушкина, облили строение керосином и сожгли себя — бросили жребий, который выпал на девятнадцатилетнюю Сошу Гофштейн, она взяла факел и подожгла дом, а затем сгорела вместе с другими. Эти евреи повторили подвиг защитников Масады — они убили себя, предпочтя умереть непокорёнными.
Среди ушедших непокорёнными: Гофштейн Эля (1900 г.р.), Гофштейн Фейга (1905 г.р.), Гофштейн Соша (1922 г.р.), Гофштейн Эер (1913 г.р.), Гофштейн Хая (1915 г.р.), Гофштейн Шлема Эерович (1935 г. р.), Гофштейн Роза (1917 г.р.), Гофман Эля (1870 г.р.), Гофман Малка (1910 г.р.), Гутман (1885 г.р.), Гутман Нисель (1860 г.р.), Домнич (1895 г.р.), Домнич (1896 г.р.), Зарецкая Броха (1887 г.р.), Зарецкий Берка (1897 г.р.), Каган Исроэл (1901 г.р.), Равинович Мовша (1905 г.р.), Рагинская Соня (1908 г.р.), Сандамирская Гнейша (1890 г.р.), Шехтман Фаня (1908 г.р.), Ицхак Фарбер (1890).
Многие сумевшие спастись из гетто евреи воевали в партизанских отрядах.

## Память
Опубликованы неполные списки жертв геноцида евреев в Мозыре.
В послевоенное время в урочище Ромашов ров был установлен мемориальный знак с надписью: «Здесь покоятся советские граждане, зверски убитые немецко-фашистскими оккупантами в феврале 1942 года».
Всего в Мозыре установлены 4 памятника и 2 памятные доски в память об убитых евреях.